# Deblík
Deblík (německy Deblikberg) je 460 metrů vysoký neovulkanický kuželovitý vrch v geomorfologickém okrsku Kostomlatské středohoří, které je součástí nadřazeného celku České středohoří. Tvoří ho limburgitová a bazanitová žilná tělesa. Zvedá se na pravém břehu řeky Labe, která jej ze západní a severní strany půlkruhem obtéká, na půli cesty mezi dvěma velkými městy Ústeckého kraje – 8 km severozápadně od Litoměřic a 8 km jižně od Ústí nad Labem. Jižně od Deblíku leží obec Libochovany, na severním úpatí pak ústecké městské části Církvice a Sebuzín. Vrch i jeho okolí jsou součástí rozsáhlé chráněné krajinné oblasti České středohoří.
Zalesněný vrch, při jehož obvodu vybíhají četné vedlejší suky, je z jihozápadní a západní strany silně narušen těžbou kamene (probíhala 1929–1988), kterou provozuje společnost Tarmac CZ (název společnosti k 1. listopadu 2010 změněn v souvislosti koupě společnosti skupinou EUROVIA na EUROVIA Kamenolomy). Na Deblíku byl v roce 1996 zaznamenán zatím poslední výskyt kriticky ohrožené byliny včelník rakouský v oblasti severních Čech.
Na vrchol nevede značená turistická cesta.

## Fotogalerie

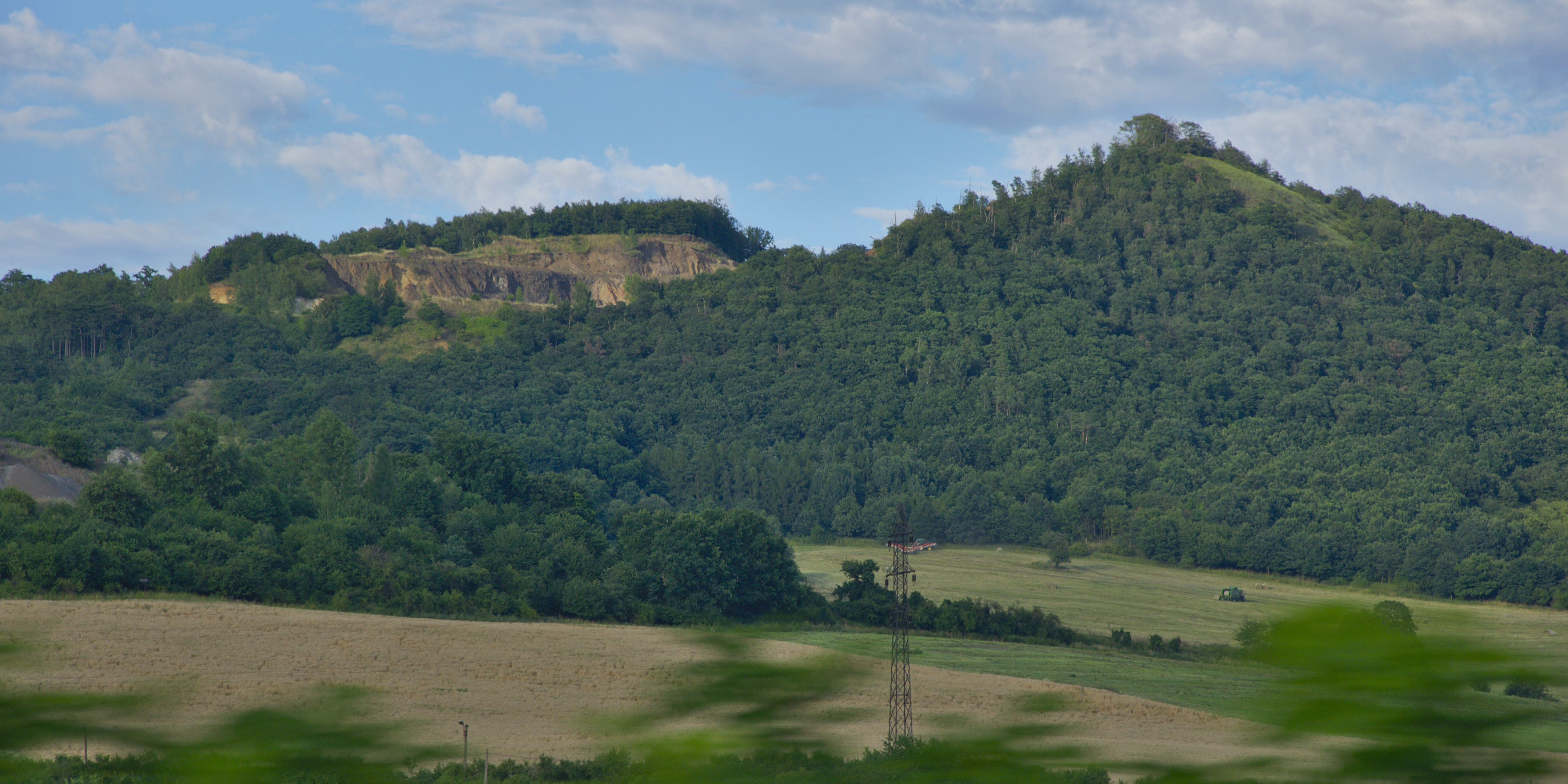
Kopec od jihozápadu
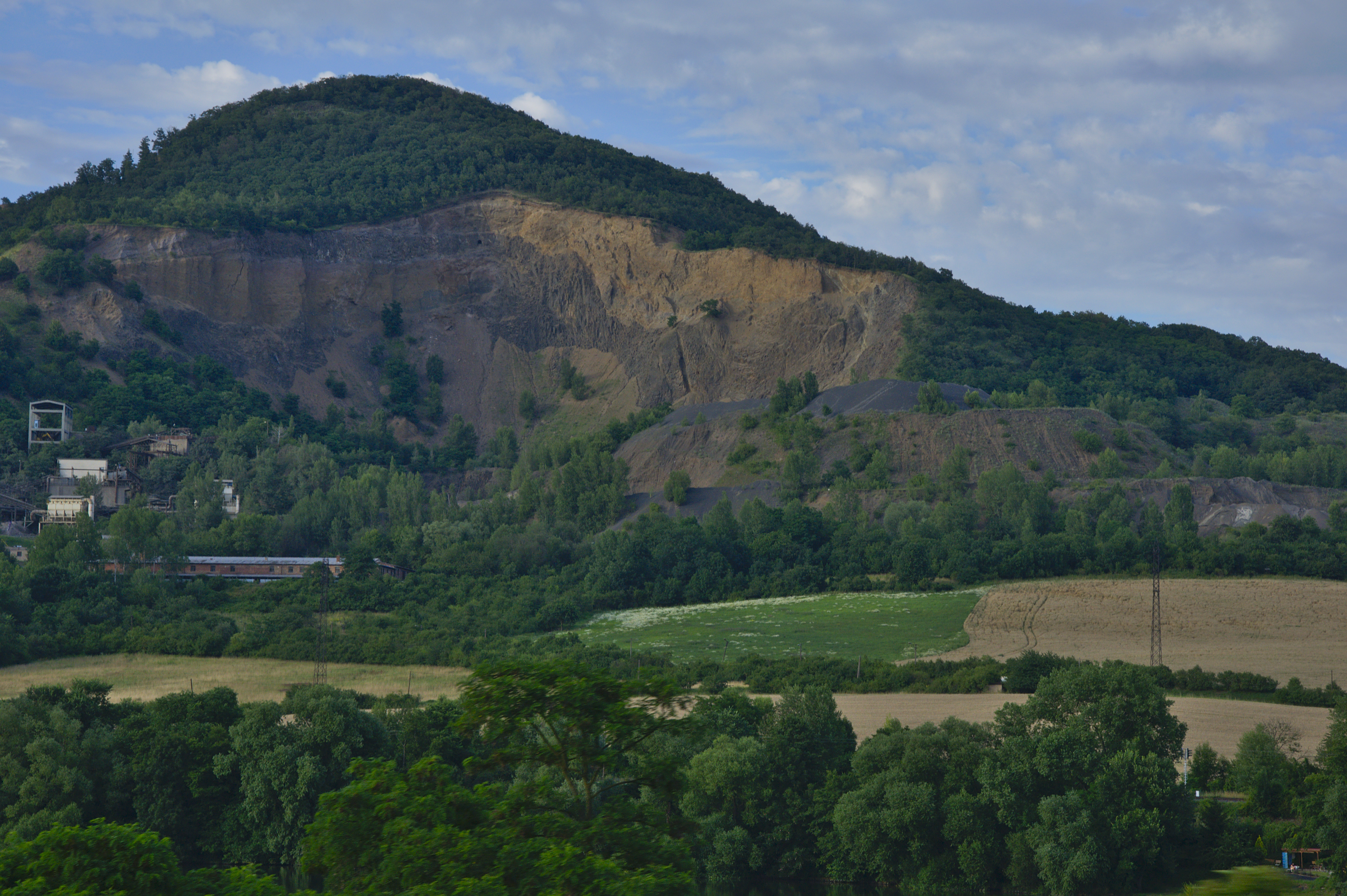
Těžba kamene
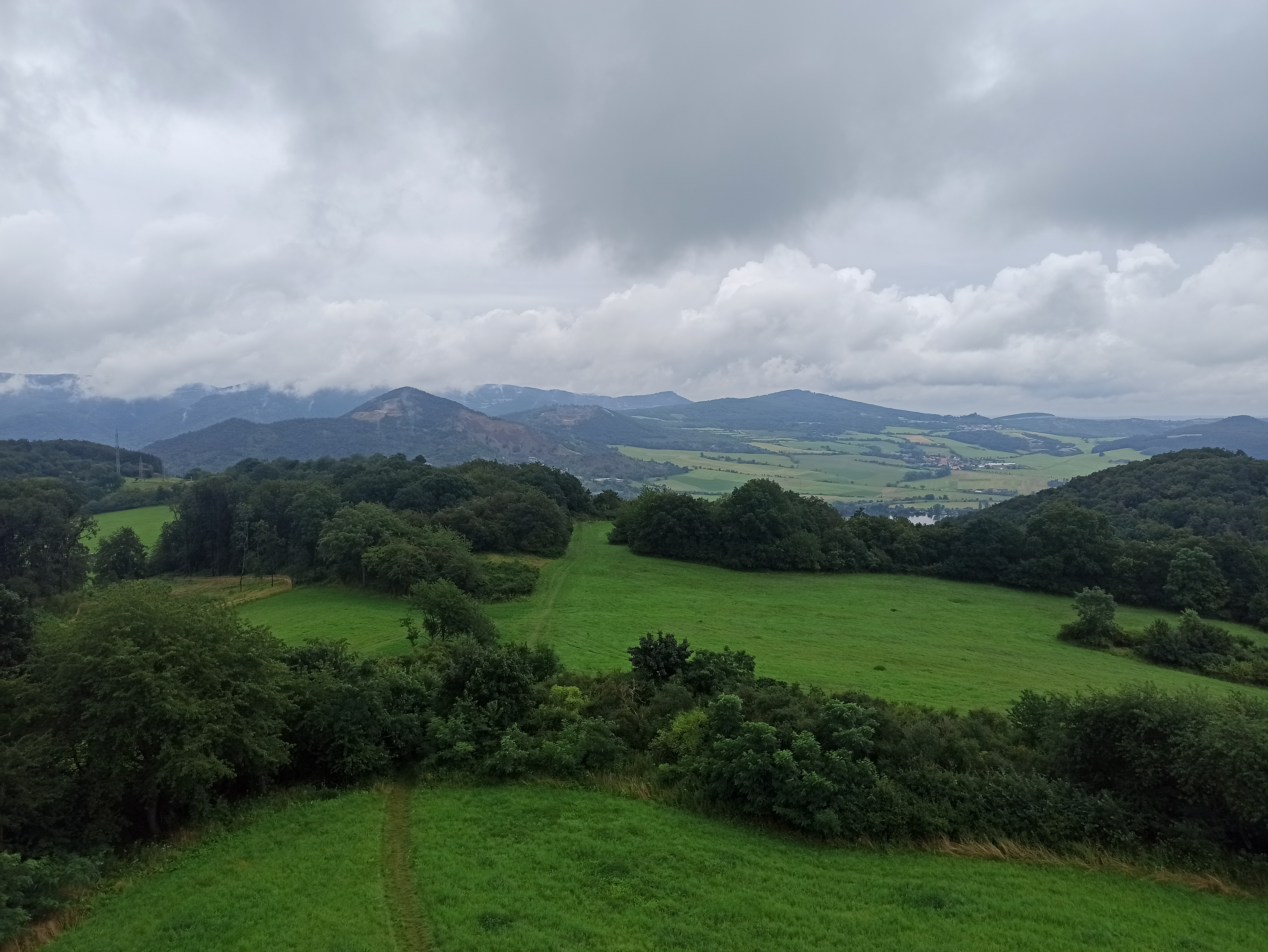
Deblík (vlevo) z rozhledny Radejčín